# New Cumberland (Virgínia de l'Oest)
New Cumberland és una població dels Estats Units a l'estat de Virgínia de l'Oest. Segons el cens del 2000 tenia 1.099 habitants.

## Demografia
Segons el cens del 2000, New Cumberland tenia 1.099 habitants, 513 habitatges, i 286 famílies. La densitat de població era de 347,8 habitants per km².
Dels 513 habitatges en un 20,9% hi vivien nens de menys de 18 anys, en un 44,6% hi vivien parelles casades, en un 7,8% dones solteres, i en un 44,1% no eren unitats familiars. En el 39,2% dels habitatges hi vivien persones soles el 22,4% de les quals corresponia a persones de 65 anys o més que vivien soles. El nombre mitjà de persones vivint en cada habitatge era de 2,12 i el nombre mitjà de persones que vivien en cada família era de 2,85.
Per edats la població es repartia de la següent manera: un 19,1% tenia menys de 18 anys, un 6,1% entre 18 i 24, un 27,2% entre 25 i 44, un 26,6% de 45 a 60 i un 21% 65 anys o més.
L'edat mediana era de 43 anys. Per cada 100 dones de 18 o més anys hi havia 79,2 homes.
La renda mediana per habitatge era de 28.529 $ i la renda mediana per família de 37.589 $. Els homes tenien una renda mediana de 30.625 $ mentre que les dones 20.536 $. La renda per capita de la població era de 18.109 $. Entorn del 6,2% de les famílies i el 9,5% de la població estaven per davall del llindar de pobresa.

## Poblacions més properes
El següent diagrama mostra les poblacions més properes.